# Nghĩa trang quân nổi dậy Warszawa
Nghĩa trang quân nổi dậy Warszawa (tiếng Ba Lan: Cmentarz Powstańców Warszawy) là một nghĩa trang tưởng niệm tọa lạc tại khu vực số 174/176 phố Wolska thuộc quận Wola của Warszawa. Nghĩa trang được thành lập vào cuối năm 1945, với diện tích rộng 1,5 héc-ta. Đây là nghĩa trang lớn nhất chôn cất các tử sĩ và thường dân Ba Lan chết trong cuộc Khởi nghĩa Warszawa. Nằm gần đó là Nghĩa trang Wola (tiếng Ba Lan: Cmentarz Wolski), nghĩa trang tưởng niệm Vụ thảm sát Wola.

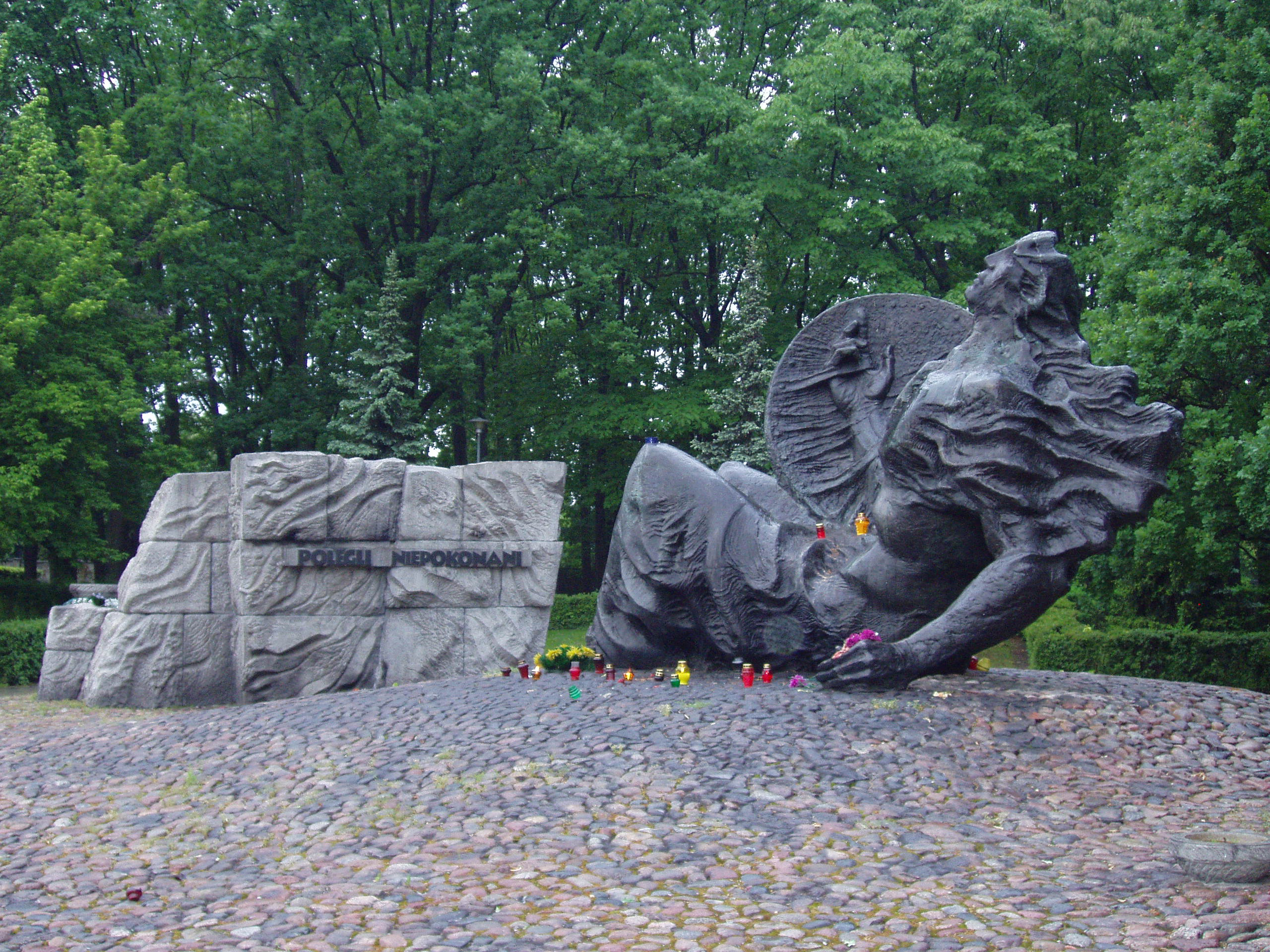
Đài tưởng niệm Sự ngã xuống- Bất khả chiến bại.

Có khoảng 104.000 người (đa phần là người vô danh) được chôn cất trong nghĩa trang, chủ yếu là trong các ngôi mộ tập thể. Trung tâm của nó là tượng đài Sự ngã xuống - Bất khả chiến bại (tiếng Ba Lan: Polegli - Niepokonani), được tạo ra bởi Giáo sư Kazimierz Zemła, trong đó chứa tro cốt của 50.000 người đã chết trong cuộc khởi nghĩa Warszawa. Tượng đài được khánh thành vào năm 1973.
Nghĩa trang cũng là nơi an nghỉ của nhiều binh sĩ và thường dân Ba Lan đã chết trong Thế chiến thứ hai, bao gồm cả những người tham gia bảo vệ Warszawa trong cuộc bao vây của quân Đức vào tháng 9 năm 1939 và các thường dân Warszawa bị sát hại trong thời kỳ chiếm đóng của Đức. Hầu hết trong số này cũng là những người vô danh.

## Thư viện ảnh

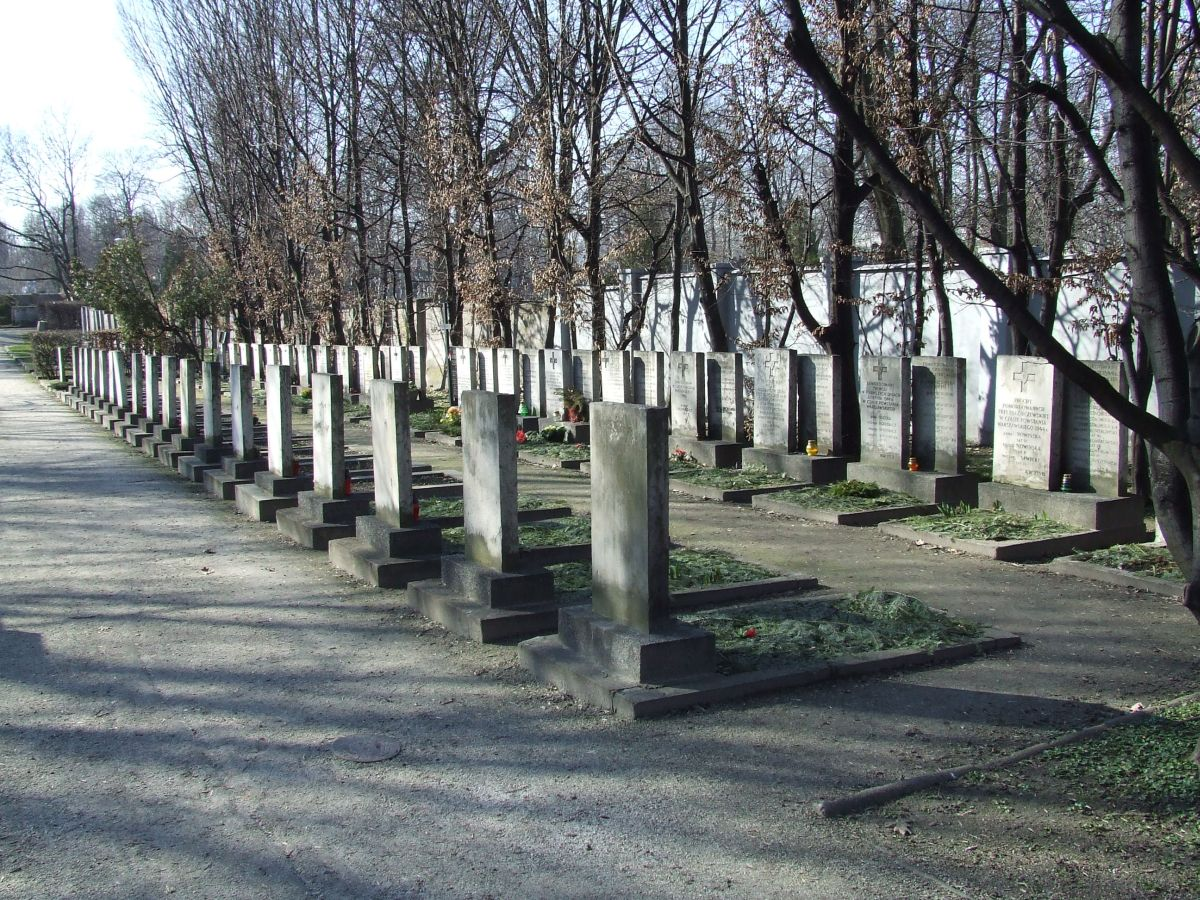
Bia mộ của các nạn nhân là dân thường của cuộc nổi dậy Warsaw
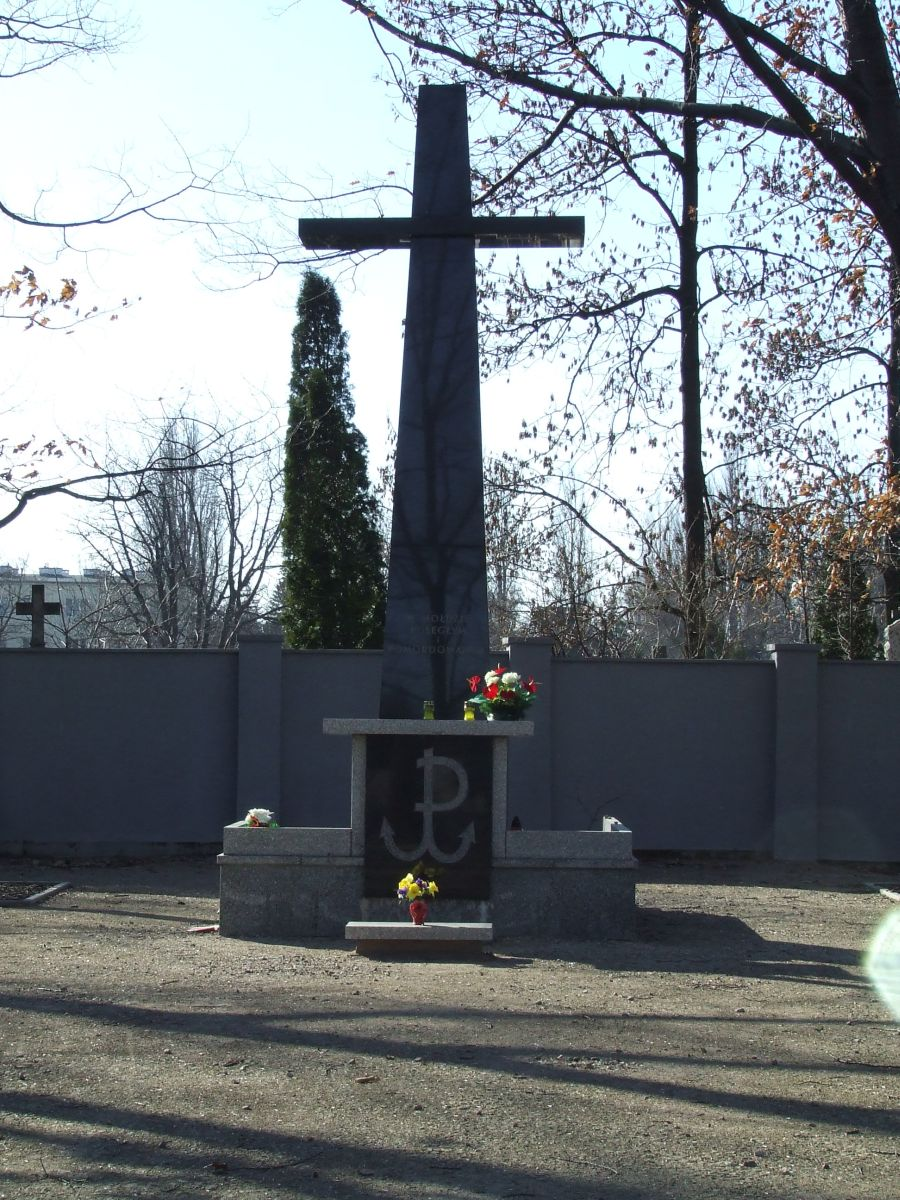
Một tượng đài để vinh danh những người ngã xuống, được thiết kế bởi Tadeusz Wyr giaowski
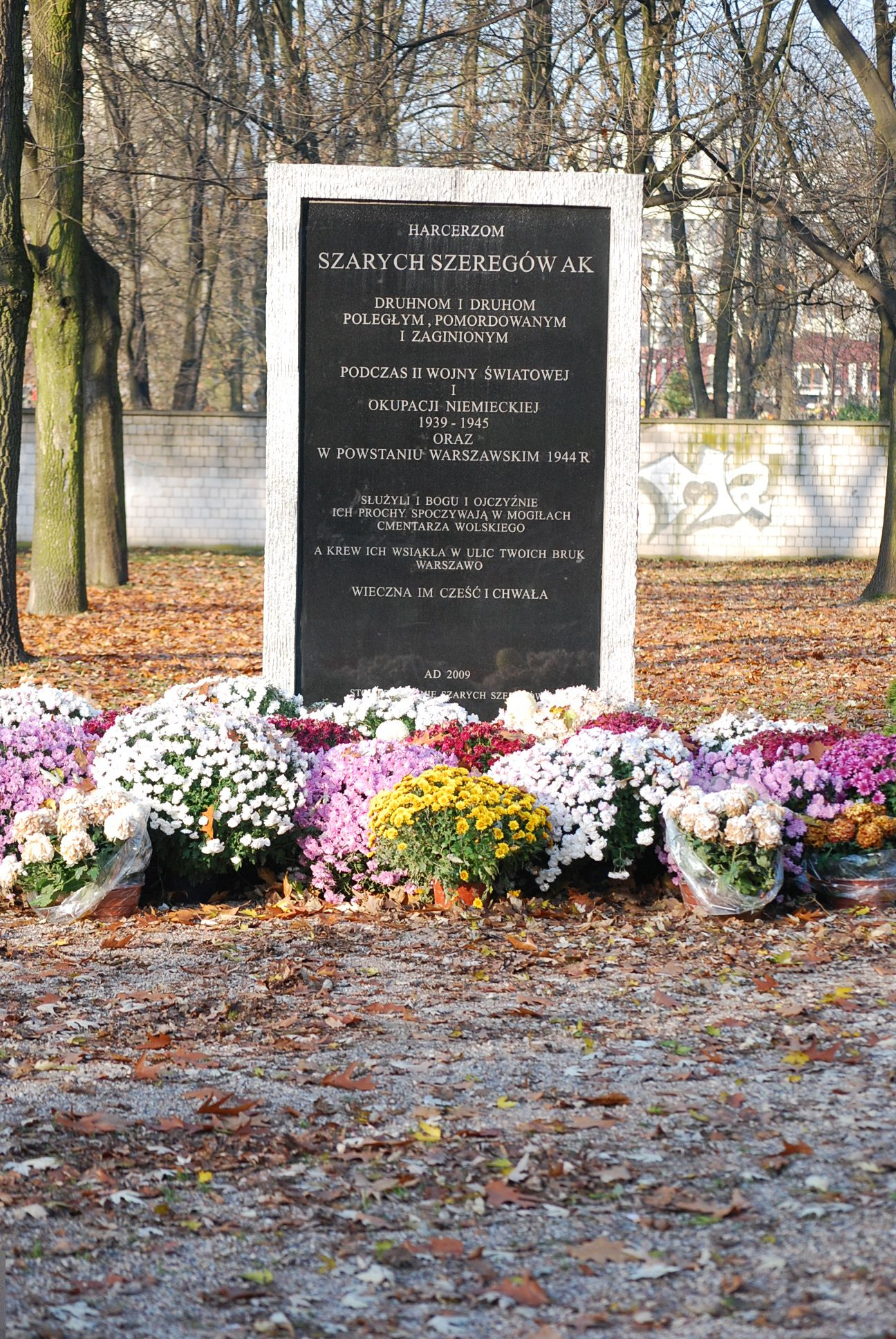
Đài tưởng niệm Szare Szeregi (Grey Ranks)
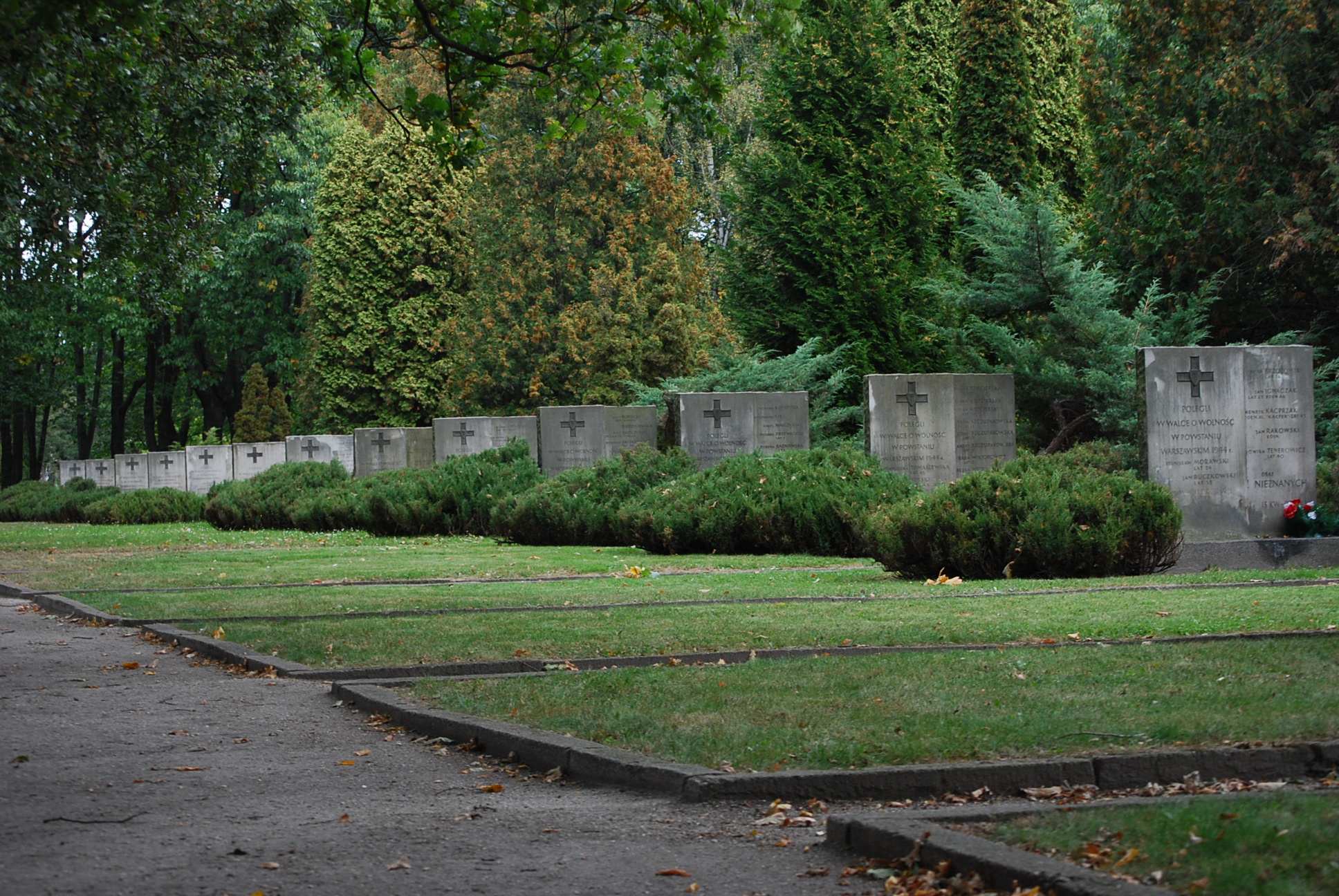
Mộ tập thể nạn nhân của cuộc nổi dậy Warsaw
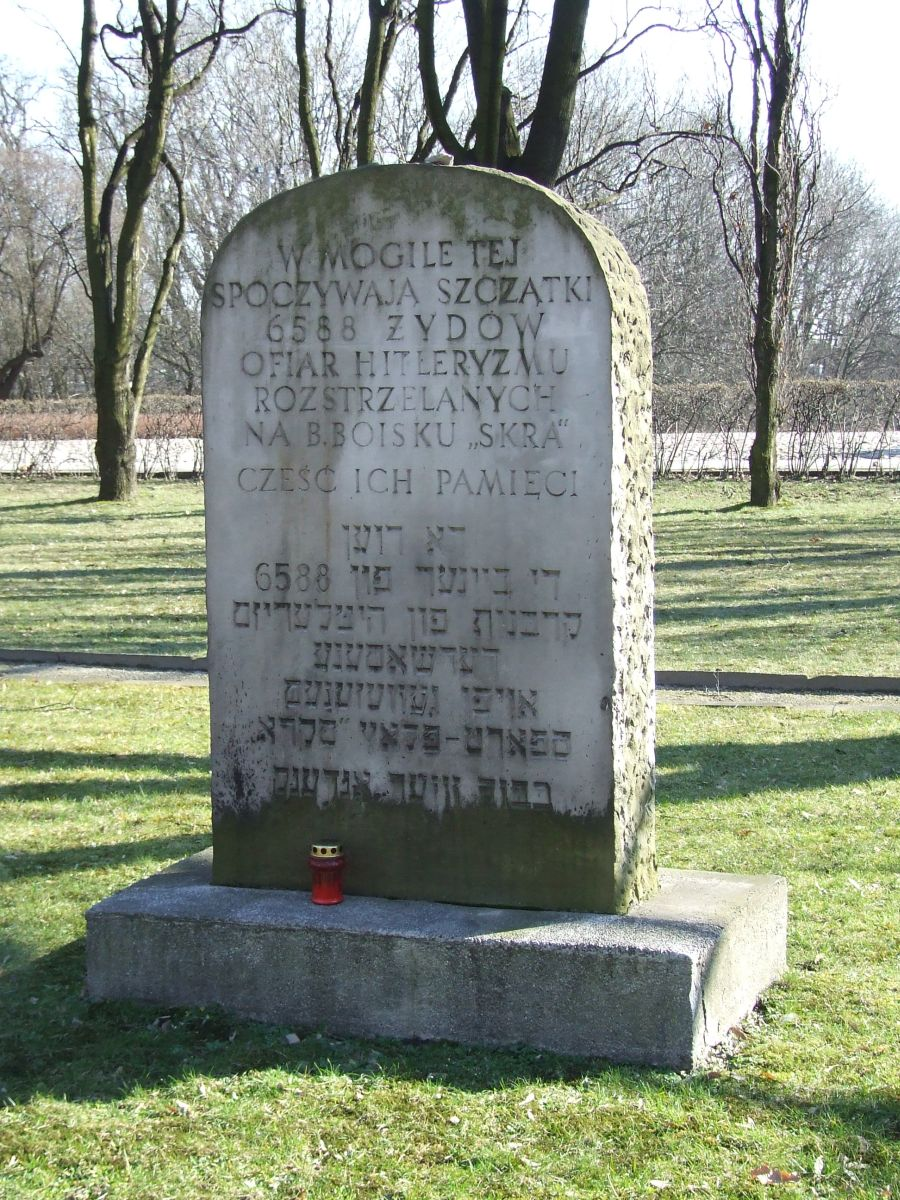
Một ngôi mộ tập thể cho 6.588 người Do Thái  từ sân vận động "Skra"